# Kiran Desai
Kiran Desai, född 3 september 1971 i Delhi, är en indisk författare. 
Desai bodde i Delhi tills hon var 14 år men utbildade sig sedan i England och USA, där familjen slutligen slog sig ned. Hon vann Bookerpriset 2006 för sin andra roman, The Inheritance of Loss. Hon är den hittills yngsta som har fått Bookerpriset. Kiran Desai är dotter till författaren Anita Desai.